# Угорське сільське поселення
Уго́рське сільське поселення (рос. Угорское сельское поселение) — адміністративна одиниця у складі Верхошижемського району Кіровської області Росії. Адміністративний центр поселення — присілок Угор.

## Історія
Станом на 2002 рік на території сучасного поселення існували такі адміністративні одиниці:
- Угорський сільський округ (село Жовті, присілки Бережні у ріки, Глинне, Захаровщина, Кручина, Лена, Мули, Пісок, Сизі, Сичево, Сороки, Тайнік, Угор)

Поселення було утворене згідно із законом Кіровської області від 7 грудня 2004 року № 284-ЗО у рамках муніципальної реформи шляхом перетворення Угорського сільського округу.

## Населення
Населення поселення становить 451 особа (2017; 455 у 2016, 455 у 2015, 477 у 2014, 469 у 2013, 477 у 2012, 491 у 2010, 579 у 2002).

## Склад
До складу поселення входять 13 населених пунктів:
| Населений пункт          | Населення, осіб (2002) | Населення, осіб (2010) |
| ------------------------ | ---------------------- | ---------------------- |
| Бережні у ріки, присілок | 0                      | 0                      |
| Глинне, присілок         | 0                      | 0                      |
| Жовті, село              | 35                     | 20                     |
| Захаровщина, присілок    | 2                      | 5                      |
| Кручина, присілок        | 0                      | 0                      |
| Лена, присілок           | 0                      | 0                      |
| Мули, присілок           | 1                      | 0                      |
| Пісок, присілок          | 4                      | 3                      |
| Сизі, присілок           | 5                      | 4                      |
| Сичово, присілок         | 51                     | 24                     |
| Сороки, присілок         | 9                      | 9                      |
| Тайнік, присілок         | 0                      | 0                      |
| Угор, присілок           | 472                    | 426                    |